# Пе-3
Пе-3 — радянський двомоторний важкий винищувач періоду Другої світової війни. Розроблений ЦКБ-29 під керуванням Володимира Михайловича Петлякова створений на базі прототипу бомбардувальника Пе-2.

## Історія створення
Літак ВІ-100 (висотний винищувач) проектувався в ЦКБ-29 Спецтехвідділу НКВС колективом В. М. Петлякова як висотний винищувач-перехоплювач і дальній винищувач супроводу. Шлях розробки конструкції літака і принципів його бойового застосування зіставні з еволюцією прийнятих в той же час на озброєння Люфтваффе Junkers Ju 88 і з Mosquito британських ВПС. Однак на початку 1940 року Петлякову дали наказ терміново переробити винищувач ВІ-100, який знаходився на завершальній стадії розробки, на пікіруючий бомбардувальник ПБ-100, який став прототипом бомбардувальника Пе-2.
На початковому етапі німецько-радянської війни потреби в двомоторних висотних винищувачах не виникало. Однак періодично з'являлася необхідність супроводу або винищувального прикриття на великому видаленні від аеродрому базування, і для цих завдань залучали бомбардувальники Пе-2. 2 серпня 1941 року Петлякову було поставлене завдання у чотириденний термін розробити винищувачна базі серійного Пе-2.
З Пе-2 зняли бомботримачі, а в бомбовідсіку встановили додатковий паливний бак на 250 л (при потребі бомби вішалися тільки на зовнішній підвісці і завантажувалися в додаткові відсіки гондол шасі). Прибрали місце стрільця, зашили верхній люк і встановили ще два баки на 225 літрів. Нижній люк кабіни стрільця залишили, бо вільне від баків місце можна було використовувати для перевезення льотного майна та наземного техперсоналу. Озброєння посилили другим кулеметом БК і ще одним ШКАС у хвостовому коку. Демонтували гальмівні решітки, автомат пікірування, ЕСБР-6,радінапівкомпас РПК-2, аерофотоапарат, СПУ-3. Радіостанцію РСБ-біс поміняли на винищувальну РСІ-4.
Випробування першого серійного Пе-3 розпочалися 29 серпня 1941 року, а з кінця серпня літаки почали надходити на переозброєння 95-го бомбардувального авіаполку, перейменували у винищувальний і включили до складу 6-го корпусу ППО, що прикривав Москву.

## Експлуатація в бойових умовах
Пе-3 95 вап 6-го корпусу ППО використовувалися для патрулювання над важливими військовими і державними об'єктами. На Пе-3 були частково переозброєні 9, 40, 54, 208, 511 бомбардувальні авіаполки. Перше успішне бойове застосування Пе-3 95-го полку відбулося під час супроводу транспортних літаків, що перевозили британську урядову делегацію з Вологди до Москви. Вдалося відбити три атаки винищувачів противника. Першу перемогу здобув екіпаж старшого лейтенанта Фортова з 95-го вап, збивши бомбардувальник «Юнкерс-88» 3 жовтня 1941 року.
У міру наближення фронту до Москви Пе-3 стали застосовуватися як винищувачі-бомбардувальники, для бомбово-штурмових ударів по наступаючим військам. У ході Московської оборонної та контрнаступательной операцій тільки 54-й бап зробив близько 400 бойових вильотів, знищив 33 танки, до 780 автомашин, 35 вагонів, 2 склади з боєприпасами. У повітряних боях було збито 6 літаків противника. Власні втрати склали 11 літаків.
Активна експлуатація виявила недоліки літака, в першу чергу — слабке озброєння. У жовтні-листопаді 1941 року літак екстрено допрацьовувався силами заводських бригад, рухомих авіаремонтних майстерень і особовим складом полків — у носовій частині змонтували нерухому установку з гарматою ШВАК, другий БК перемістили на правий борт. Для оборони корми встановили у штурмана шкворневу установку ФТ з кулеметом УБТ. У хвостовій частині фюзеляжу встановили гранатомет ДАГ-10. На частину машин встановили ракетне озброєння — реактивні снаряди РС-32 (4-8 шт.) або РС-132 (4-6 шт.). Попереду пілотського місця встановили бронеплиту, що змістило центрування літака вперед.
Літаки Пе-3 в розвідувальному варіанті обладнувались фотоапаратами АФА-1 або АФА-Б. У варіанті розвідників вони надійшли в 1, 2, 3, 4 і 40 драп.
Після завершення битви за Москву 40-й і 511-й полки переозброїли на Пе-2 і А-20В. Також переозброїли 208-й і 54-й бап. 95-й вап до літа 1942 року здійснював супроводження військово-транспортних літаків з керівним складом, а потім його передали у ВПС Північного флоту. На півночі полк продовжував займатися бомбово-штурмовими ударами по надводним і береговим цілям, супроводжував конвої і застосовувався для пошуку підводних човнів, для чого на винищувачі підвішувались чотири глибинні бомби ПЛАБ-100.
Проводка арктичних конвоїв вважалася завданням державної ваги, і для захисту кораблів від ворожих торпедоносців на півночі була створена Окрема морська авіагрупа (ОМАГ) з трьох полків — 95-го, 13-го і 121-го вап на літаках Пе-3 і Пе-3біс.
13 вап був розформований через небойові втрати більшої частини машин. Велика група літаків полку потрапила у сніговий заряд і розбрелася. Частина екіпажів зуміла вистрибнути з парашутом або приземлитися «на черево» і успішно дісталися до своїх, інші просто загинули в умовах півночі. Відсутність на стандартному Пе-3 пристойного навігаційного обладнання робило практично неможливою посадку вночі або в умовах поганої видимості, і втрата літака була неминучою.
Під Сталінградом діяла окрема ескадрилья перехоплювачів Пе-2 і Пе-3 з радіолокаторами «Гнейс-2». Екіпажі вилітали на перехоплення транспортних літаків, які здійснювали постачання оточеної німецької армії Паулюса.
На Чорному морі діяла окрема ескадрилья на Пе-3. Літаки застосовувалися для прикриття і супроводження кораблів. До 1943 року ескадрилья вже не мала боєздатних машин і була розформована.
До 1943 року 95-й винищувальний авіаполк північного флоту залишався останньою частиною, озброєною Пе-3. Його передали в оперативне підпорядкування 5 мінно-торпедної авіадивізії (МТАД). Винищувачі супроводжували торпедоносці і в разі відсутності ворожих літаків допомагали їм, придушуючи зенітну артилерію на кораблях кулеметно-гарматним вогнем.
До кінця літа 1944 року на фронті воювало не більше 30 різних варіантів Пе-3, і жоден полк не був озброєний ними повністю. В основному літаки застосовувалися для візуальної і фотографічної розвідки. Пе-3 використовувалися ВПС Північного флоту (95 вап, 28 орае). Кілька машин пережили війну і експлуатувалися до 1946 року, а останні Пе-3 дожили до початку 1950-х років.

## Модифікації

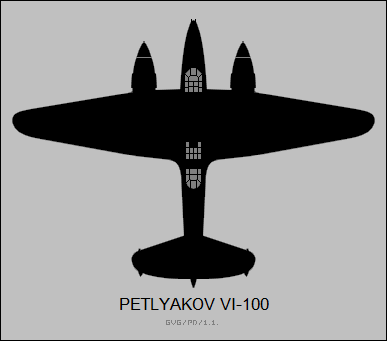
Схема літака-прототипу ВІ-100

- Пе-3 — базова модель, винищувач-перехоплювач, озброєння складалося з двох 20-мм гармат ШВАК, двох кулеметів калібру 12,7 мм, двох кулеметів калібру 7,62 мм у носовій частині і одного кулемета калібру 12,7 мм в надфюзеляжной турелі.
- Пе-3біс — нічний винищувач (побудовано близько 300 екземплярів), озброєнням — одна 20-мм гармата ШВАК, один кулемет калібру 12,7 мм і три кулемети калібру 7,62 мм у носовій частині; в пізніх моделях озброєння складалося з двох 20-мм гармат ШВАК, трьох кулеметів калібру 12,7 мм і двох кулеметів калібру 7,62 мм; відсіку для трьох бомб вагою 100 кг і підкрилових пускових рейкових напрямних для восьми ракет РС-82.
- Пе-3M — двомісний винищувач 1943 року з двигунами ВК-105ПФ і озброєнням, яке складалося з двох 20-мм гармат ШВАК, трьох кулеметів калібру 12,7 мм і бомбового навантаження вагою до 700 кг.
- Пе-3Р — розвідувальний варіант з фотокамерами АФА-1 або АФА-Б.
- Пе-2Р (1) — тримісний денний розвідувальний варіант з трьома / чотирма фотокамерами, трьома кулеметами калібру 12,7 мм і двигунами ВК-105ПФ.
- Пе-2Р (2) — тримісний денний розвідувальний варіант 1944 року подібний до моделі Пе-2Р (1), але з озброєнням з трьох 20-мм гармат ШВАК і двигунами ВК-107A.
- Пе-2ВІ — висотний винищувач з герметичною кабіною.